# Sonnewalde
Sonnewalde é um município da Alemanha, situado no distrito de Elbe-Elster, no estado de Brandemburgo. Tem 118,54 km² de área, e sua população em 2019 foi estimada em 3.210 habitantes.